# Подготовка России ко вторжению на Украину
Росси́йско-украи́нский кри́зис 2021—2022 годо́в или Подготовка России ко вторжению на Украину — резкое обострение отношений между Российской Федерацией с одной стороны и Украиной и рядом стран Запада с другой, непосредственно предшествовавшее вторжению России на Украину.
В марте и апреле 2021 года, перед вторжением России на Украину, вооружённые силы России начали стягивать тысячи военных и единиц военной техники вблизи границы России с Украиной и в Крыму. Спутниковые снимки зафиксировали перемещение бронетехники, ракет и тяжёлого вооружения к границе. В июне 2021 года войска были частично выведены, но инфраструктура осталась на месте. Второе наращивание началось в октябре 2021 года, на этот раз с привлечением большего количества солдат и их развертыванием на новых фронтах. В декабре свыше 100 000 российских военных были сосредоточены вокруг Украины с трёх сторон, включая Белоруссию с севера и Крым с юга. Несмотря на наращивание военной мощи России, российские официальные лица в период с ноября 2021 года по 20 февраля 2022 года неоднократно отрицали наличие у России планов вторжения на Украину.
Кризис был связан с войной в Донбассе, которая сама по себе является частью российско-украинской войны, продолжающейся с февраля 2014 года. Перехваченные телефонные разговоры Сергея Глазьева, главного советника президента России Владимира Путина, раскрыли специфику проекта «Новороссия», направленного на захват не только Крыма, но и Донбасса, Харьковской, Одесской и Запорожской областей Украины, которые Россия, очевидно, стремилась аннексировать после Крыма. План предусматривал разжигание массовых беспорядков с использованием пророссийских агентов, а затем организацию восстаний, в ходе которых было бы объявлено о сфальсифицированных референдумах о присоединении к России, подобных тому, который состоялся в Крыму 16 марта 2014 года. В декабре 2021 года Россия выдвинула два проекта договора о гарантиях безопасности, в том числе юридически обязывающее обещание об отказе Украины во вступлении в Организацию Североатлантического договора (НАТО), и сокращение численности войск и техники НАТО в Восточной Европе, угрожая неуказанным военным ответом, если эти требования не будут выполнены в полной мере. НАТО отклонило требования, а Соединённые Штаты предупредили Россию о «быстрых и суровых» экономических санкциях в случае дальнейшего вторжения на Украину. Многие эксперты охарактеризовали кризис как один из самых напряжённых в Европе со времён холодной войны.
21 февраля 2022 года Россия официально признала два ушедших субъекта на востоке Украины, Донецкую Народную Республику (ДНР) и Луганскую Народную Республику (ЛНР), независимыми государствами и ввела войска в Донбассе, что было истолковано как фактический выход России из Минского протокола. Самопровозглашённые республики были признаны в границах соответствующих украинских областей, хотя большая часть этой территории всё ещё удерживалась украинскими правительственными войсками. 22 февраля Путин заявил о прекращении существования Минских соглашений, а Совет Федерации единогласно одобрил использование вооружённых сил на территориях ДНР и ЛНР. Утром 24 февраля Путин объявил, что Россия начинает «специальную военную операцию» на Донбассе, и совершил полномасштабное вторжение на Украину.

## Предыстория

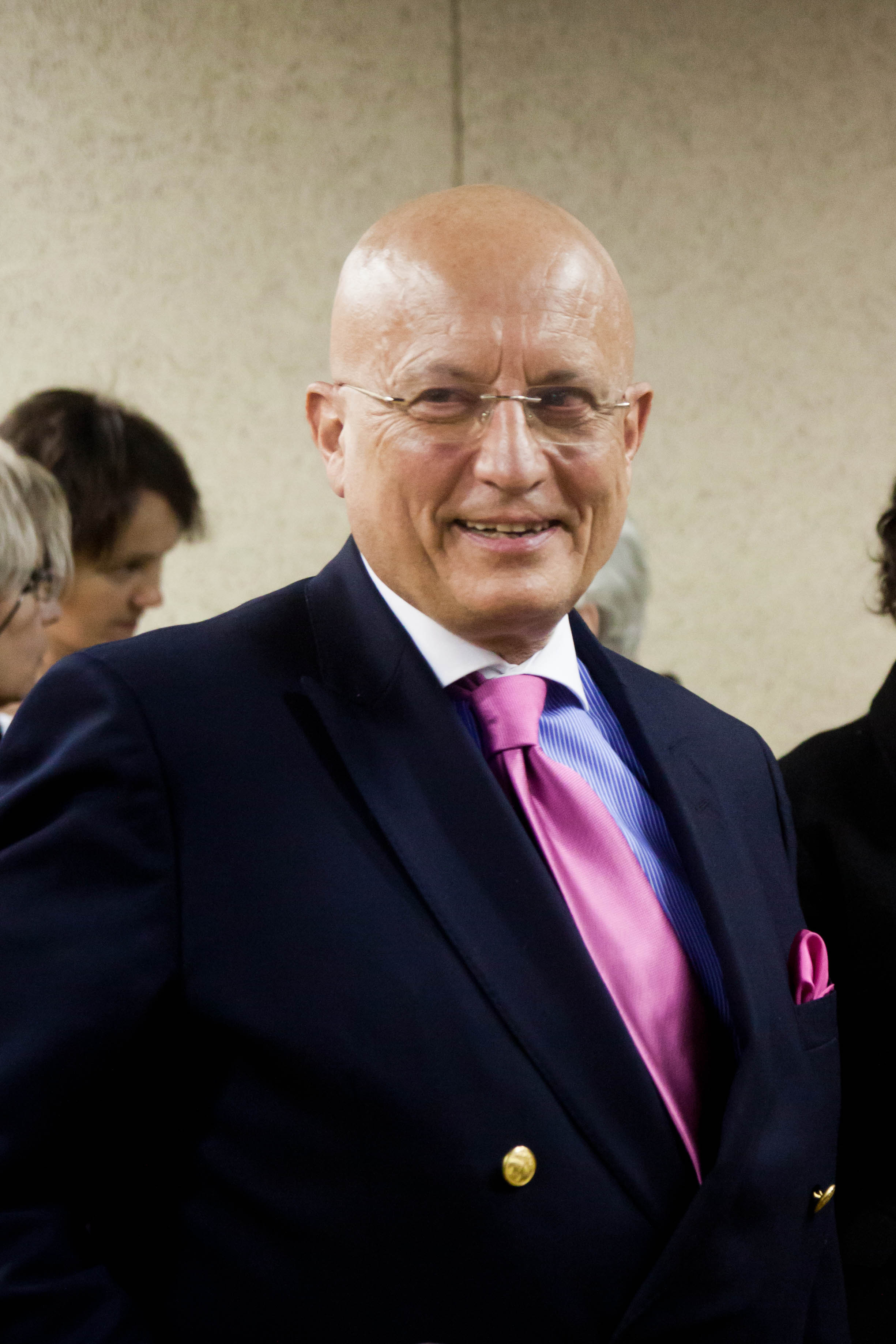
Сергей Караганов, которого считают близким к Путину, сформулировал многие основные идеи, которые привели к вторжению России на Украину.

После распада СССР в 1991 году Украина и Россия продолжали поддерживать тесные связи. В 1992 году президенты России и Украины Борис Ельцин и Леонид Кравчук подписали соглашение о сохранении совместного контроля над Черноморским флотом на переходный период, окончательное урегулирование которого будет согласовано позже. В 1994 году Украина подписала Будапештский меморандум о гарантиях безопасности, согласившись отказаться от ядерного оружия в обмен на гарантии со стороны России, Великобритании и США против угроз или применения силы в целях территориальной целостности или политической независимости Украины. Пять лет спустя Россия стала стороной, подписавшей Хартию европейской безопасности, в которой она «подтвердила присущее каждому государству-участнику право свободно выбирать или менять способы обеспечения своей безопасности, включая союзные договоры, по мере их эволюции».
Несмотря на то, что Украина была признана независимым государством с 1991 года, российские власти продолжали воспринимать Украину как часть своей сферы влияния из-за её статуса бывшей республики, входящей в состав СССР. В 2008 году президент России Владимир Путин выступил против вступления Украины в НАТО. В 2009 году румынский аналитик Юлиан Чифу и его соавторы высказали мнение, что в отношении Украины Россия придерживается обновленной версии доктрины Брежнева, которая гласит, что суверенитет Украины не может быть больше, чем у государств-членов Варшавского договора до распада советской сферы влияния в конце 1980-х и начале 1990-х годов. По мнению Путина, действия России по умиротворению Запада в начале 1990-х годов должны были быть встречены взаимностью со стороны Запада, то есть без расширения НАТО вдоль границ России.
После нескольких месяцев протестов Евромайдана, 21 февраля 2014 года, пророссийский президент Украины Виктор Янукович и лидеры парламентской оппозиции подписали соглашение, призывающее к досрочным выборам. На следующий день Янукович покинул Киев накануне голосования по импичменту, лишившего его президентских полномочий. Главы русскоязычных восточных регионов Украины заявили о своей неизменной лояльности Януковичу, что привело к пророссийским беспорядкам в стране в 2014 году. Эти беспорядки были спровоцированы Россией в рамках скоординированной политической и военной кампании против Украины. Затем последовало вторжение России и последующая аннексия Крыма в марте 2014 года, а также начало войны в Донбассе в апреле с созданием поддерживаемых Россией квазигосударств Донецкой и Луганской Народных Республик. Минские соглашения позволили прекратить боевые действия в Донбассе, оставив сепаратистов контролировать около трети региона. Эта тупиковая ситуация привела к тому, что войну назвали «замороженным конфликтом».
Начиная с 2019 года Россия выдала жителям Донбасса более 650 тысяч внутренних паспортов гражданина России, что правительство Украины расценило как шаг к аннексии региона. 14 сентября 2020 года президент Украины Владимир Зеленский утвердил новую стратегию национальной безопасности страны, сигнализируя о намерении Украины развить отношения с НАТО «с целью вступления в [альянс]». 24 марта 2021 года Зеленский подписал Указ № 117/2021, утверждающий стратегию правительства по «деоккупации и реинтеграции» Крыма, включая Севастополь. Указ дополнял деятельность уже существующей «Крымской платформы», а также упоминал другие средства восстановления контроля над регионом, в том числе с помощью потенциальной военной силы. На следующий день Зеленский принял решение Совета национальной безопасности и обороны о стратегии военной безопасности Украины, защищающей страну от внешних угроз посредством сдерживания, внутренней стабильности во время кризиса и сотрудничества, особенно с ЕС и НАТО. Кроме того, в указе упоминается Россия как «военный противник», который «осуществляет вооруженную агрессию против Украины... [и] использует военные, политические, экономические, информационные и психологические, космические, кибер- и другие средства, которые угрожают независимости, суверенитету и территориальной целостности» страны.
В России близкий советник Путина Николай Патрушев был ведущей фигурой в обновлении стратегии национальной безопасности страны, опубликованной в мае 2021 года. В нём говорится, что Россия может использовать «силовые методы», чтобы «сорвать или предотвратить недружественные действия, которые угрожают суверенитету и территориальной целостности Российской Федерации». Россия заявила, что возможное вступление Украины в НАТО и расширение НАТО в целом угрожают её национальной безопасности. В свою очередь, Украина и другие европейские страны, соседствующие с Россией, обвинили Путина в попытке восстановить Российскую империю/СССР и проведении агрессивной милитаристской политики.
Вскоре после аннексии Крыма в 2014 году Украина перекрыла поток Северо-Крымского канала, по которому поставлялось 85% воды Крыма. Впоследствии водохранилища Крыма были истощены, и возникла нехватка воды, которая, по сообщениям, в 2021 году была доступна только на три-пять часов в день. Газета The New York Times со ссылкой на высокопоставленных американских чиновников упомянула, что обеспечение водоснабжения Крыма может быть целью российского вторжения.
В июле 2021 года Путин опубликовал статью «Об историческом единстве русских и украинцев», в которой он снова высказался, что русские и украинцы являются «одним народом». Американский историк Тимоти Снайдер охарактеризовал идеи Путина как империализм, а британский журналист Эдвард Лукас назвал их историческим ревизионизмом. Другие эксперты твердили, что российское власти имеют искажённое представление о современной Украине и её истории.

Государства-члены ОДКБ в 2022 году
Государства-члены НАТО в 2022 году
Государства, затронутые территориальными конфликтами с участием России (Грузия, Япония, Молдавия и Украина)
Спорные регионы, признанные Россией либо частью своей территории (Крым и Курильские острова), либо суверенными государствами (Абхазия и Южная Осетия), либо сепаратистские регионы, поддерживаемые Россией (Донецк, Луганск и Приднестровье).

## Март — апрель 2021 года

### Наращивание первого военного потенциала России
21 февраля 2021 года Министерство обороны России объявило о переброске к границе 3000 десантников для «масштабных учений». Этому объявлению предшествовало решение президента Зеленского от 2 февраля выполнить рекомендации Совета национальной безопасности и обороны страны, которые были направлены на подавление российской пропаганды в Украине. Среди мер, принятых Зеленским, были санкции в отношении партии «Оппозиционная платформа — За жизнь», народных депутатов Виктора Медведчука и Тараса Козака, а также общенациональный запрет на работу нескольких пророссийских телеканалов, в том числе «112 Украина», NewsOne и ZIK. Медведчук, который также предположительно имел связи с запрещенными СМИ, был ведущим пророссийским украинским оппозиционным политиком и магнатом, имевшим тесные личные связи с Владимиром Путиным. В аналитическом обзоре журнала Time, опубликованном в феврале 2022 года, это событие было названо началом наращивания военного потенциала России вблизи Украины.
3 марта Национальная общественная телерадиокомпания Украины сообщила, что сепаратисты из самопровозглашённой Донецкой Народной Республики (ДНР) сообщили, что им было разрешено использовать «превентивный огонь на уничтожение» по украинским военным позициям. 16 марта пограничный наряд Государственной пограничной службы Украины (ГПСУ) в Сумах заметил российский вертолет Ми-8, который пролетел примерно на 50 метров (160 футов) к украинской территории, а затем направился обратно в воздушное пространство России. Десять дней спустя российские войска обстреляли из минометов украинские позиции вблизи села Шумы на Донбассе, в результате чего погибли четверо украинских военнослужащих. 1 апреля Россия отказалась возобновить режим прекращения огня в Донбассе.
16 марта НАТО начала серию военных учений, известных как Defender-Europe 21. Военные учения, ставшие одними из крупнейших за последние десятилетия военных учений под руководством НАТО в Европе, включали в себя почти одновременные операции на более чем 30 полигонах в 12 странах, в которых приняли участие 28 000 военнослужащих из 27 стран. Россия раскритиковала НАТО за проведение учений Defender Europe 21 и разместила войска у своих западных границ для проведения военных учений в ответ на военную активность НАТО. В результате развёртывания к середине апреля Россия значительно увеличила численность войск вдоль российско-украинской границы. По оценкам украинской стороны, в оккупированном Крыму и на восточном участке российско-украинской границы было сосредоточено около 40 000 российских военнослужащих. Правительство Германии впоследствии осудило это развертывание как провокацию.
30 марта Главнокомандующий Вооружёнными силами Украины генерал-полковник Руслан Хомчак обнародовал разведывательные данные о наращивании военного потенциала России вблизи Украины в рамках подготовки к учениям «Запад». С конца марта по начало апреля 2021 года значительное количество оружия и техники из различных регионов России, включая дальневосточные районы Сибири, было перевезено в направлении российско-украинской границы и в Крым.

### Продолжающееся насилие и эскалация
3 апреля 2021 года российские и прокремлёвские СМИ заявили, что атака украинского беспилотника привела к гибели ребёнка в контролируемом сепаратистами Донбассе, никаких дополнительных подробностей об инциденте предоставлено не было. Спикер Госдумы России Вячеслав Володин заявил, что украинские власти должны понести за это ответственность, и предложил исключить Украину из Совета Европы. 5 апреля украинские представители Совместного центра контроля и координации (СЦКК) направили в Специальную мониторинговую миссию ОБСЕ в Украине ноту о намерениях России фальсифицировать обвинения. На следующий день миссия подтвердила смерть ребёнка, но не смогла установить связь между этим событием и предполагаемым «ударом украинского беспилотника».
Россия перебросила из Каспийского в Чёрное море корабли, включая несколько десантных кораблей и артиллерийских катеров. В ночь с 14 на 15 апреля 2021 года в Азовском море, в 40 километрах (25 милях) от Керченского пролива, произошло морское столкновение между тремя украинскими артиллерийскими катерами класса «Гюрза-М» и шестью судами береговой охраны Пограничной службы ФСБ.

### Частичный отвод войск
22 апреля 2021 года министр обороны России Сергей Шойгу объявил о свёртывании военных учений с участием войск 58-й и 41-й армий, а также 7-й, 76-й и 98-й гвардейских десантно-штурмовых дивизий, которые к 1 мая вернулись в места постоянного базирования после инспекций в Южном и Западном военных округах. Оборудование на учебном полигоне Погоново должно было остаться для проведения ежегодных военных учений с Беларусью, запланированных на сентябрь 2021 года.
Высокопоставленные представители Министерства обороны США сообщили 5 мая 2021 года, что Россия вывела всего несколько тысяч военнослужащих с момента предыдущего наращивания военной мощи. Несмотря на вывод нескольких российских подразделений, транспортные средства и оборудование остались на месте, что вызывает опасения, что может произойти передислокация. По оценкам чиновников, к началу мая на российско-украинской границе всё ещё оставалось более 80 000 российских военнослужащих. Члены разведывательного сообщества США начали обсуждать серьёзную вероятность российского вторжения весной и осенью 2021 года, отмечая продолжающееся массовое развёртывание военных средств и материально-технического обеспечения, выходящее далеко за рамки тех, которые используются для стандартных учений.

## Октябрь 2021 года — февраль 2022 года

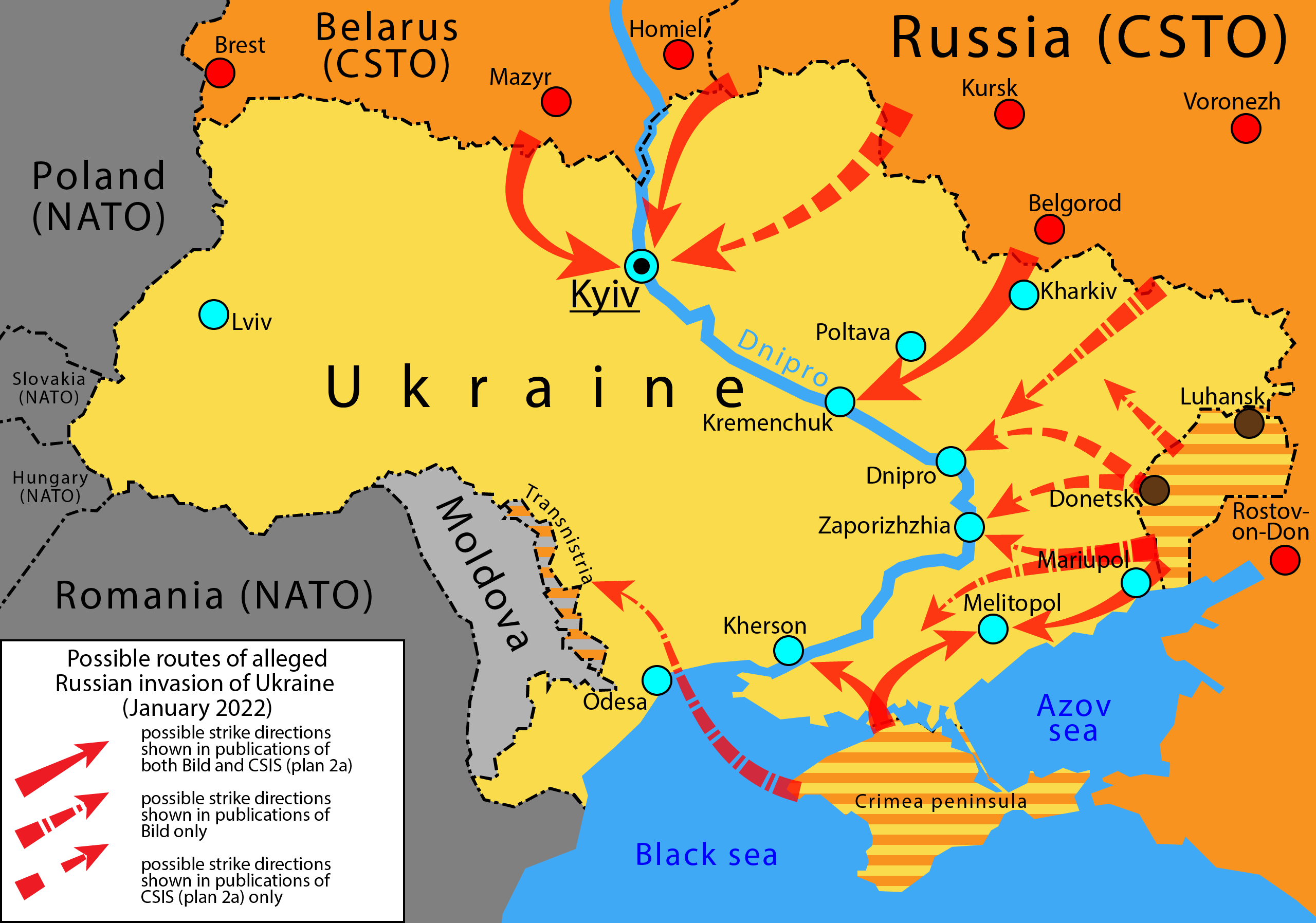
Карта с изображением двух предполагаемых российских планов, опубликованная отдельно Bild и Центром стратегических и международных исследований

2 сентября 2021 года Россия отказалась продлить мандат миссии ОБСЕ на пограничных пунктах «Гуково» и «Донецк» после 30 сентября.
11 октября 2021 года заместитель председателя Совета безопасности России Дмитрий Медведев опубликовал в газете «Коммерсантъ» статью, в которой утверждал, что Украина является «вассалом» Запада и что, следовательно, России бессмысленно пытаться вести диалог с украинскими властями, которых он назвал «слабыми», «невежественными» и «необязательными». Медведев пришёл к выводу, что России не следует ничего делать в отношении Украины и ждать, пока к власти придет украинское правительство, искренне заинтересованное в улучшении отношений с Россией, добавив, что «Россия умеет ждать. Мы люди терпеливые». Позднее в Кремле уточнили, что статья Медведева «идёт в унисон» с точкой зрения России на нынешнее украинское правительство.
В ноябре 2021 года Минобороны России назвало размещение военных кораблей США в Чёрном море «угрозой региональной безопасности и стратегической стабильности». В заявлении министерства говорится: «Реальной целью США в Черноморском регионе является изучение театра военных действий на случай силового решения Киевом конфликта на юго-востоке Украины».

### Наращивание второго военного потенциала России

#### Ноябрь — декабрь 2021 года
В начале ноября 2021 года сообщения о наращивании военной мощи России побудили американских чиновников предупредить своих европейских союзников о том, что Россия может рассматривать возможность потенциального вторжения на Украину. 13 ноября 2021 года президент Украины Владимир Зеленский объявил, что Россия снова сосредоточила 100 000 военнослужащих возле российско-украинской границы, что превышает американскую оценку примерно в 70 000 человек.

В период с конца ноября по начало декабря 2021 года, когда российские и украинские официальные лица обменивались обвинениями в массовом вводе войск в Донбасс, министр иностранных дел Украины Дмитрий Кулеба 25 ноября предостерёг Россию от «нового нападения на Украину», которое, по его словам, «дорого обойдётся [России]», а пресс-секретарь Кремля Дмитрий Песков 21 ноября назвал обвинения «истерией», которую «намеренно разжигают», и заявил, что, по их мнению, именно Украина планировала агрессивные действия против Донбасса. 3 декабря 2021 года министр обороны Украины Алексей Резников во время заседания национального парламента страны, Верховной Рады, заявил о возможности «широкомасштабной эскалации» со стороны России в конце января 2022 года.

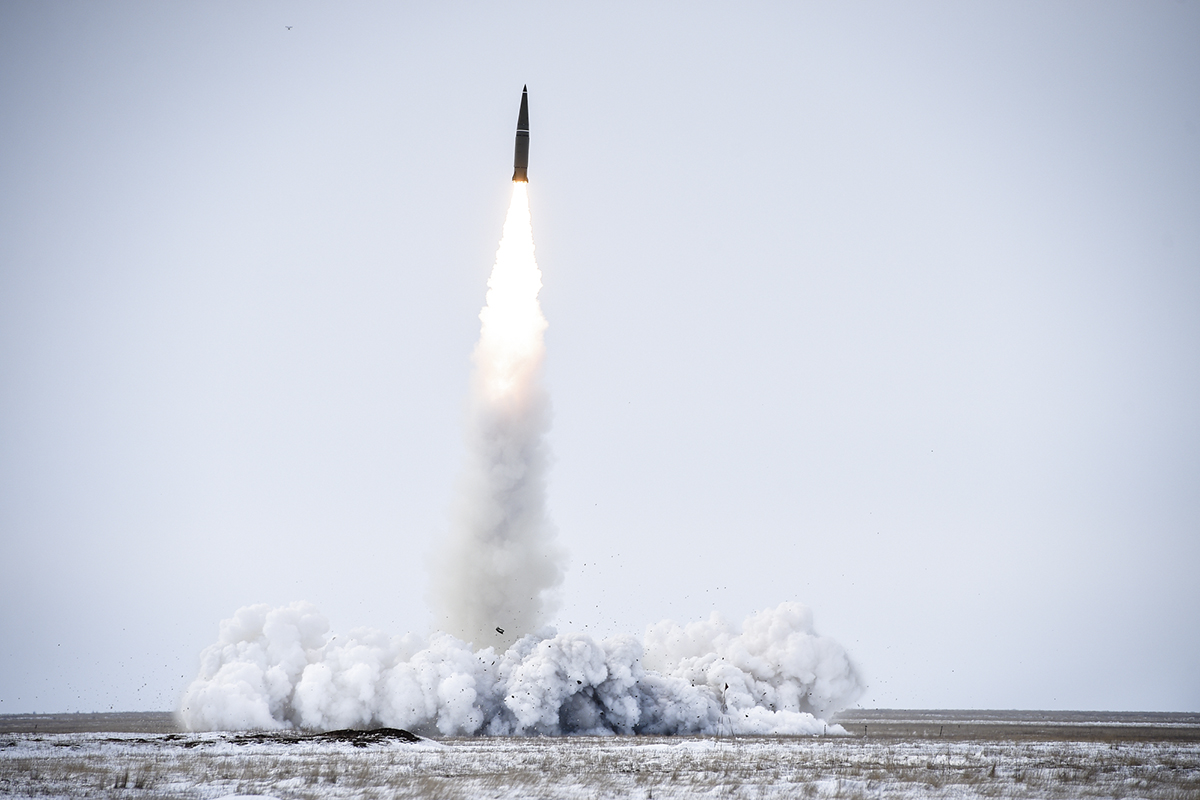
Ракета «Искандер-М», выпущенная в 2018 году

#### Январь 2022 года
В январе 2022 года Россия начала медленную эвакуацию сотрудников своего посольства в Киеве. Мотивы эвакуации на тот момент были неизвестны и стали предметом многочисленных спекуляций. В середине января шесть российских авианосных десантных кораблей («Оленегорский горняк», «Георгий Победоносец», «Пётр Моргунов», «Королев», «Минск» и «Калининград» – в основном корабли проекта 775), были перенаправлены из портов приписки в порт Тартус.
Начиная с 17 января, основные российские воинские части были передислоцированы и переброшены в Беларусь в рамках ранее запланированных совместных военных учений, которые состоятся в феврале того же года. В частности, в Беларусь был переброшен штаб Восточного военного округа вместе с боевыми частями, сформированными из 5-й, 29-й, 35-й и 36-й общевойсковых армий округа, 76-й гвардейской десантно-штурмовой дивизии, 98-й гвардейской воздушно-десантной дивизии и 155-й бригады морской пехоты Тихоокеанского флота. Украинские и американские официальные лица полагали, что Россия попытается использовать Беларусь в качестве платформы для нападения на Украину с севера из-за непосредственной близости белорусско-украинской границы к столице Киеву.
28 января агентство Reuters сообщило, что трое анонимных американских чиновников сообщили, что Россия накопила запасы медикаментов. Двое из трех чиновников заявили, что перемещения были обнаружены «в последние недели», что усилило опасения конфликта. В интервью The Washington Post на следующий день Зеленский предупредил, что российские войска могут вторгнуться и взять под контроль регионы на востоке Украины. Он также утверждал, что вторжение приведет к широкомасштабной войне между Украиной и Россией.

#### Февраль 2022 года

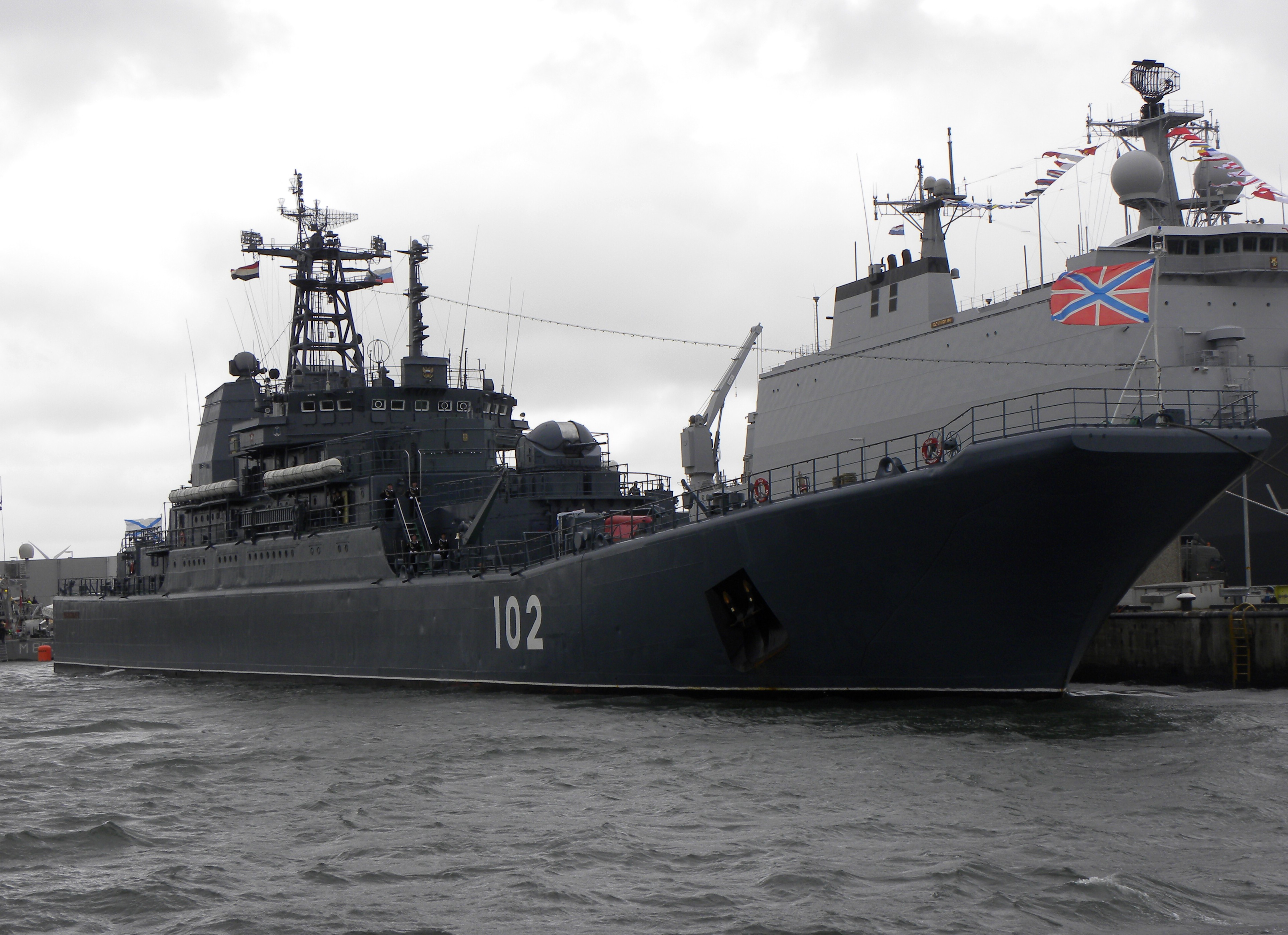
Десантный корабль класса «Ропуча» «Калининград» был в числе шести десантных кораблей, которые отправились в Севастополь 8 февраля 2022 года.

5 февраля 2022 года два анонимных американских чиновника сообщили, что Россия собрала 83 батальонные тактические группы, что, по оценкам, составляет 70% её боевых возможностей, для полномасштабного вторжения на Украину, и предсказали, что гипотетическое вторжение приведёт к потерям от 8 000 до 35 000 военнослужащих и от 25 000 до 50 000 жертв среди гражданского населения. Официальные лица предполагали, что возможный стартовый период может начаться 15 февраля и продлиться до конца марта, когда из-за экстремально холодной погоды дороги могут замерзнуть, что затруднит передвижение механизированных подразделений. В то время как в январе США отклонили требование России не принимать Украину в НАТО, к началу февраля администрация Байдена, как сообщается, изменила свою позицию, предложив предотвратить вступление Украины в НАТО, если Россия откажется от неминуемого вторжения.
10 февраля балтийские страны сослалась на положения Венского документа, потребовав от Беларуси объяснений относительно необычной военной деятельности. 14 февраля состоялся телефонный разговор Резникова и его белорусского коллеги Виктора Хренина, в ходе которого они договорились о мерах по укреплению взаимного доверия и прозрачности. Эти меры включали посещение обоими министрами обороны своих стран военных учений (Резников – российско-белорусских учений «Союзническая решимость-2022», а Хренин — украинских учений «Заметиль-2022»). 14 февраля Шойгу заявил, что подразделения Южного и Западного военных округов России начали возвращаться в свои казармы после завершения «учений» вблизи Украины.
Высшие должностные лица США и НАТО сообщили 17 февраля, что угроза вторжения сохраняется, поскольку Россия по-прежнему активно ищет повод для вторжения, предпринимая попытки провести операцию под чужим флагом. 20 февраля Министерство обороны Беларуси объявило о продолжении военных учений Allied Resolve 2022. По словам Хренина, это было связано с «эскалацией военной активности вдоль внешних границ Союзного государства и ухудшением ситуации в Донбассе». В тот же день несколько новостных агентств сообщили, что, по оценкам американской разведки, российскому командованию был отдан приказ приступить к вторжению.

### Предполагаемые попытки российской диверсии
26 ноября 2021 года Зеленский обвинил правительство России и украинского миллиардера Рината Ахметова в поддержке плана по свержению правительства Украины. Впоследствии Россия опровергла эти заявления. 10 января 2022 года СБУ объявила об аресте агента российской военной разведки, который пытался вербовать оперативников для проведения терактов в Одессе. Три дня спустя Украина подверглась кибератаке, которая затронула официальные веб-сайты нескольких украинских правительственных министерств. Позже появились подозрения, что за инцидентом могут быть ответственны российские хакеры.
Меморандум о взаимопонимании HUR обвинил российские спецслужбы в подготовке «провокаций» против российских солдат, дислоцированных в Приднестровье, сепаратистском непризнанном государстве, которое во всем мире считается частью Молдовы, с целью создать повод для войны для российского вторжения в Украину. Позже администрация Байдена сообщила, что российское правительство задействовало «российских боевиков», обученных ведению боевых действий в городских условиях и взрывным работам, в качестве диверсантов для организации сфабрикованного нападения на российских прокси-сепаратистов на востоке Украины, чтобы предоставить России еще один предлог для вторжения. Российское правительство опровергло эти претензии. 3 февраля США заявили, что Россия планирует использовать сфабрикованное видео, показывающее инсценированную украинскую «атаку», в качестве предлога для дальнейшего вторжения в Украину. Российское правительство отрицало какие-либо планы организовать предлог для вторжения.
В середине февраля источники в американской разведке предупредили, что Россия составила «списки украинских политических деятелей и других видных деятелей, которые будут подвергнуты аресту или убийству» в случае вторжения, а посол США Батшеба Нелл Крокер написала, что Россия «вероятно, применит смертоносные меры для разгона мирных протестов [...] среди гражданского населения».

#### Попытка государственного переворота на Украине в 2022 году
В период с января по февраль 2022 года Федеральная служба безопасности России (ФСБ) и около 500 завербованных ветеранов АТО пытались свергнуть правительство Украины и установить пророссийское правление в различных городах для их дальнейшей сдачи российской армии. Среди завербованных есть чеченские кадыровцы, наёмники из ЧВК «Вагнер» и другие пророссийские силы, особенно бывшие члены «Партии регионов» (включая бывших чиновников Януковича) и лица, связанные с «Украинским выбором». В конечном итоге план был отменён после того, как его ключевые фигуры были задержаны в Ивано-Франковской, Хмельницкой и Одесской областях силами СБУ и Нацполиции. До ареста агентам удалось провести одну успешную операцию по захвату Чернобыля.
По словам задержанного агента, который должен был участвовать в перевороте, Россия должна была направить обращение украинским властям с просьбой сдаться; если апелляция будет отклонена, пророссийские агенты устроят переворот. Переворот начнется с создания ложных инцидентов в Киеве и вдоль границы Украины с Приднестровьем, чтобы создать предлог для вторжения. После начала вторжения агенты захватили административные здания нескольких городов, поставили на их посты пророссийских чиновников и, в конечном итоге, сдались и передали их российским войскам. Для дальнейшей дестабилизации ситуации планировались также массовые беспорядки с применением фальшивой крови, столкновения с правоохранителями, теракты и убийство президента Зеленского. После переворота Верховная Рада будет распущена и заменена пророссийской «Народной Радой», играющей роль марионеточного правительства на оккупированной Россией территории и вновь созданных «народных республиках» на Западной Украине. Агент также заявил, что в Украине планировалось поставить к власти пророссийского президента.
22 января 2022 года министерство иностранных дел Великобритании подтвердило часть версии агента, заявив, что Россия готовит план по «назначению пророссийского лидера в Киеве, поскольку она рассматривает вопрос о вторжении и оккупации Украины», с Евгением Мураевым, бывшим членом украинского парламента, предположительно один из потенциальных кандидатов Москвы. МИД России опроверг эти утверждения, назвав заявления «дезинформацией» и обвинив Великобританию, а также НАТО в «эскалации напряженности» вокруг Украины. Мураев, заявивший в своем посте в Facebook 23 января 2022 года, что «Украине нужны новые политики», отверг это утверждение как «нонсенс», заявив, что он уже «находится под российскими санкциями в течение четырех лет».

### Обвинения России в геноциде на востоке Украины
9 декабря 2021 года Путин заговорил о дискриминации русскоязычных за пределами России. «Должен сказать о русофобии как о первом шаге к геноциду. То, что сейчас происходит в Донбассе, мы с вами хорошо видим, знаем. И это, конечно, очень напоминает геноцид, о котором вы сказали», — отметил Путин. Россия также осудила закон об украинском языке. 15 февраля 2022 года Путин заявил прессе: «То, что происходит на Донбассе сегодня, — это и есть геноцид». Несколько международных организаций, в том числе Управление Верховного комиссара ООН по правам человека (УВКПЧ), Специальная мониторинговая миссия ОБСЕ в Украине и Совет Европы, не нашли никаких доказательств, подтверждающих заявления России. Европейская комиссия отвергла обвинения в геноциде как российскую дезинформацию.
Посольство США в Украине назвало заявления России о геноциде «предосудительной ложью», а официальный представитель Госдепартамента США Нед Прайс заявил, что российское правительство делает такие заявления как «предлог для вторжения в Украину». 18 февраля посол России в США Анатолий Антонов ответил на вопрос о том, что официальные лица США усомнились в факте геноцида русских на Донбассе, опубликовав на странице посольства в Facebook заявление, в котором говорилось: «Это вызывает возмущение и негодование. [...] Здесь прослеживаются не просто двойные стандарты со стороны США, а совсем примитивный и грубый цинизм. [...] Главной геополитической целью США является оттеснение России как можно дальше на восток. А раз так - надо проводить линию на выдавливание русскоязычного населения из нынешних мест его проживания. Поэтому американцы предпочитают не только игнорировать попытки насильственной ассимиляции русских на Украине, но и всячески этому потворствуют политической и военной поддержкой».

### Оборона Украины
Готовясь к возможному возобновлению российского вторжения, Сухопутные войска Украины объявили о совещании в апреле 2021 года по вопросам территориальной обороны для укрепления и защиты границ страны и важнейших объектов, а также борьбы с диверсионно-разведывательными группами на юге Украины. В том же месяце Зеленский посетил украинские оборонительные позиции в Донбассе. По данным России, Украина в декабре 2021 года направила в зону конфликта в Донбассе 125 тысяч военнослужащих.
В декабре 2021 года Соединенные Штаты подсчитали, что Россия может собрать более 175 000 военнослужащих для вторжения в Украину. Алексей Резников, министр обороны Украины, заявил, что «у нас 250 000 официальных [...] военнослужащих в нашей армии. Плюс, я сказал, 400 000 ветеранов и 200 000 резервистов. 175 000 [это] недостаточно, чтобы отправиться в Украину». Резников заявил, что Россия может начать широкомасштабное нападение на Украину в конце января 2022 года.
Силы территориальной обороны Украины (резервный компонент Сухопутных войск, созданный после конфликта 2014 года) завербовали дополнительных граждан и обучили их тактике городского партизанского движения и использованию огнестрельного оружия. Такая повстанческая тактика, как сообщает The New York Times, могла бы поддержать Движение Сопротивления, если бы российские военные смогли сокрушить украинскую армию. Андрей Загороднюк, бывший министр обороны Украины, написал в январе, что в случае российского вторжения российские войска, скорее всего, уничтожат «ключевые элементы военной инфраструктуры страны» и смогут «продвинуться вглубь украинской территории», но столкнется с трудностями в его обеспечении. Загороднюк далее заявил: «Российским оккупационным силам предстоит столкнуться с высокомотивированными противниками, сражающимися в знакомой обстановке».

### Подкрепление НАТО

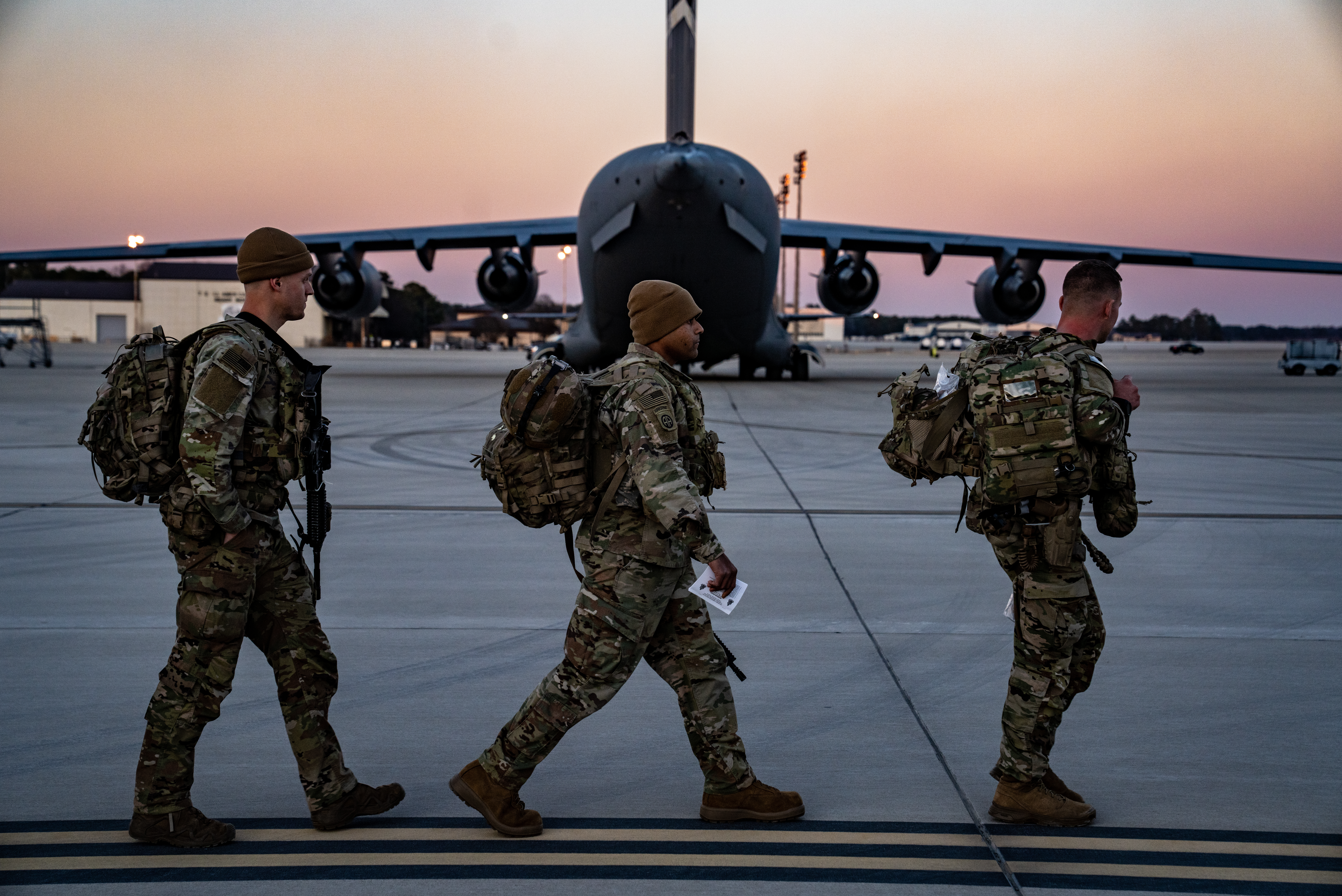
Американские десантники Сил быстрого реагирования были переброшены в Восточную Европу для усиления восточного фланга НАТО в условиях кризиса в феврале 2022 года.

Правительства Нидерландов и Испании направили свои войска в регион в поддержку НАТО. 20 января 2022 года министр обороны Испании Маргарита Роблес объявила о вводе ВМС Испании в Чёрное море. Патрульное судно «Метеоро», выполнявшее функции тральщика, уже был в пути, а 22 января отбыл фрегат «Блас де Лесо». Роблес объявил, что правительство Испании рассматривает возможность размещения ВВС Испании в Болгарии, члене НАТО. 12 февраля были развернуты четыре истребителя Eurofighter. Нидерланды заявили, что направят два истребителя F-35 на авиабазу «Граф Игнатьево» в Болгарии для оказания содействия расширенной миссии НАТО по воздушному наблюдению.
Первые из 2000 недавно направленных в Европу американских военных прибыли в Германию и Польшу 5 февраля в рамках попытки США укрепить восточный фланг НАТО во время наращивания военного потенциала России. Двумя днями позже премьер-министр Великобритании Джонсон заявил, что страна «не дрогнет», готовясь к переброске морской пехоты, самолетов Королевских ВВС и военных кораблей Королевского флота в Восточную Европу. 11 февраля США объявили о дополнительном размещении 3000 военнослужащих в Польше и отправили самолеты F-15 в Румынию. Дальнейшее развертывание включало отправку в Литву четырёх датских истребителей F-16, а также фрегата, направлявшегося в Балтийское море. Начальник штаба бельгийской армии также заявил, что страна готова направить дополнительные силы восточным союзникам НАТО.

## Февраль 2022 – настоящее время

### Предполагаемые столкновения между Россией и Украиной
17 февраля 2022 года США заявили о готовящейся провокации со стороны России для создания предлога для последующего полномасштабного вторжения в Украину. Российские сепаратисты обстреляли детский сад в Станице Луганской из артиллерии, ранив трех мирных жителей. Сепаратисты из "ЛНР" заявили, что их войска были обстреляны 4 раза за последние 24 часа.
18 февраля ДНР и ЛНР приказали провести экстренную обязательную эвакуацию гражданского населения из своих столиц, хотя было отмечено, что полная эвакуация займет несколько месяцев. Анализ BBC показал, что видео, объявляющее о «экстренной» эвакуации, было снято за два дня до предполагаемой даты, указанной в его метаданных. Российские государственные СМИ также сообщили о «взрыве автомобиля», предположительно направленном против штаб-квартиры сепаратистского правительства в Донецке.
21 февраля ФСБ России сообщила, что украинскими обстрелами был разрушен пограничный объект ФСБ в 150 м от российско-украинской границы в Ростовской области. Отдельно в пресс-службе Южного военного округа сообщили, что российские войска сегодня утром ликвидировали группу из пяти диверсантов в районе станицы Митякинской Ростовской области. В пресс-релизе утверждалось, что диверсанты проникли на границу со стороны Украины на двух БМП, которые были уничтожены на месте. Украина отрицала свою причастность к обоим инцидентам и назвала их операцией под чужим флагом. Кроме того, сообщалось, что в результате обстрела села Зайцево, расположенного в 30 км к северу от Донецка, погибли два украинских солдата и один мирный житель. Украинское информационное агентство сообщило, что Луганская ТЭС, расположенная недалеко от линии соприкосновения, была вынуждена остановиться 21 февраля после обстрела со стороны неизвестных войск. Несколько аналитиков, в том числе сайт расследований Bellingcat, опубликовали доказательства того, что многие из заявленных нападений, взрывов и эвакуаций на Донбассе были организованы Россией.

### Признание ДНР и ЛНР
15 февраля Госдума приняла обращение к Путину с просьбой признать независимость самопровозглашённых ДНР и ЛНР.
21 февраля главы самопровозглашенных ДНР и ЛНР Денис Пушилин и Леонид Пасечник предложили Путину официально признать независимость республик. Также оба главы предложили подписать договор о дружбе и сотрудничестве с Россией, в том числе о военном сотрудничестве. Завершая состоявшееся в этот день внеочередное заседание Совета безопасности России, Путин заявил, что решение о его признании будет принято в тот же день.
Просьбу поддержал министр обороны Сергей Шойгу. Премьер-министр Михаил Мишустин заявил, что правительство «уже много месяцев» готовилась к последствиям признания республик. Позже в тот же день Путин подписал указы о признании республик. Кроме того, между Россией и республиками были подписаны договоры «о дружбе, сотрудничестве и взаимной помощи». После признания Путин приказал российским войскам войти в обе сепаратистские республики.

#### Отрицание Путиным существования Украины как государства
В своей речи 21 февраля 2022 года Путин заявил, что «современная Украина целиком и полностью была создана Россией, точнее большевистской, коммунистической Россией». Путин говорит: «Это у них декоммунизацией называется. Вы хотите декоммунизации? Ну что же, нас это вполне устраивает. Но не нужно останавливаться на полпути. Мы готовы показать вам, что значит для Украины настоящая декоммунизация», — отмечал Путин. Украинский корреспондент Би-би-си Виталий Червоненко отметил, как тщательно Путин хранил молчание о независимых украинских государственных образованиях 1917–1920 годов и войне Киева с большевистским правительством Ленина, целью которой было включение Украины в большевистскую Россию.
В ответ на выступление Путина профессор истории Украины Гарвардского университета Сергей Плохий заявил, что «конечно, Ленин не создавал Украину. В 1918 году он начал войну против независимого украинского государства, а затем заменил его марионеточным государством под названием Украинская Советская Социалистическая Республика. В 1922 году он отобрал у этого государства формальную независимость, интегрировав его в Советский Союз». По словам Плохого, «современное украинское государство возникло не благодаря Ленину, а вопреки своей воле и в результате прямой реакции на большевистский путч в Петрограде в [...] 1917 году. Большевики пытались взять под свой контроль и Киев, потерпели поражение, положив начало процессу образования современного украинского государства». Вместо этого Ленин создал Российскую Федерацию, «государство, которое получило свою конституцию в 1918 году и вошло в состав СССР через четыре года», и, таким образом, «Ленин был создателем современной России, а не Украины, и должен считаться таковым».

#### Международные санкции против России
В ответ на признание двух самопровозглашённых республик западные страны ввели санкции против России. Министры иностранных дел ЕС внесли в чёрный список всех членов Госдумы России, проголосовавших за признание сепаратистских регионов, запретили инвесторам ЕС торговать российскими государственными облигациями и нацелили импорт и экспорт с сепаратистскими организациями.

### Вторжение
21 февраля 2022 года, после признания ДНР и ЛНР, Путин приказал ввести российские войска в Донбасс в рамках «миротворческой миссии». Позже в тот же день несколько независимых СМИ подтвердили ввод российских войск в Донбасс. 22 февраля Соединенные Штаты объявили это движение «вторжением». В тот же день Совет Федерации единогласно разрешил Путину использовать военнослужащих за пределами России. Зеленский приказал мобилизовать резервистов, но пока не приступил к всеобщей мобилизации.
6 февраля официальные лица США предупредили, что Киев может пасть за несколько дней и спровоцировать кризис беженцев в Европе. 23 февраля пресса процитировала слова неназванного высокопоставленного представителя Министерства обороны США о том, что 80% российских сил, расставленных и выстроенных вдоль границы с Украиной, готовы к бою и что наземное вторжение может начаться в любой момент. В тот же день украинский парламент утвердил указ Зеленского о введении чрезвычайного положения с 00:00 24 февраля 2022 года на территории всей Украины, кроме Донецкой и Луганской областей, сроком на 30 дней. МИД Украины рекомендовал гражданам Украины воздержаться от поездок в Россию, а проживающим в России «немедленно» покинуть страну.
Около 4 часов утра по московскому времени 24 февраля 2022 года президент Путин объявил о начале вторжения в Украину. Вскоре после этого сообщения о сильных взрывах поступили из нескольких городов центральной и восточной Украины, включая Киев и Харьков. США объявили, что не будут отправлять свои войска на Украину для военного вмешательства из-за опасений, что это может спровоцировать полномасштабную войну между Соединенными Штатами и Россией. Многие эксперты в то время полагали, что российские военные действия на Украине неизбежно приведут к капитуляции украинского правительства и положат конец национальному суверенитету страны. Это оказалось неправдой: Россия не смогла уничтожить украинское правительство после провала российского наступления на Киев и испытала серьезные неудачи в результате украинского контрнаступления в Харьковской и Херсонской областях.

## Дипломатические переговоры
Со 2 по 3 ноября 2021 года директор ЦРУ Уильям Бёрнс встретился с высокопоставленными представителями российской разведки в Москве, чтобы донести до Кремля обеспокоенность Байдена ситуацией на российско-украинской границе. Бёрнс и посол США в России Джон Салливан встретились в Москве с советником Путина по национальной безопасности Николаем Патрушевым и сообщили ему, что им известно о планах российского вторжения. Бёрнс предупредил, что, если Путин пойдет по этому пути, Запад ответит серьёзными последствиями для России. Салливан рассказал, что Патрушев был не испуган и «в высшей степени уверен в себе». CNN сообщил, что Бернс разговаривал по телефону с Зеленским после встречи в Москве. Одновременно с этим в Украину был направлен высокопоставленный представитель Госдепартамента США.
15 ноября исполняющий обязанности министра иностранных дел Германии Хайко Маас и министр иностранных дел Франции Жан-Ив Ле Дриан выразили обеспокоенность в совместном коммюнике по поводу «передвижений российских войск и техники вблизи Украины», призвав обе стороны принять и сохранять «позицию сдержанности». В то же время пресс-секретарь Пентагона Джон Кирби подтвердил, что США продолжают наблюдать «необычную военную активность» России вблизи российско-украинской границы. Госсекретарь США Энтони Блинкен обсудил с Ле Дрианом сообщения о «российской военной активности». 16 ноября генеральный секретарь НАТО Йенс Столтенберг заявил журналистам, что важно, чтобы НАТО «не усиливала напряженность, но мы должны сохранять ясность зрения и реалистично относиться к вызовам, с которыми мы сталкиваемся». Столтенберг добавил, что в альянсе наблюдается «необычная концентрация» российских сил, которые Россия может быть готова использовать «для проведения агрессивных действий против Украины».
В начале ноября 2021 года украинская разведка оценила информацию о переброске дополнительных российских войск к границам Украины как «элемент психологического давления». Через неделю в Офисе президента Украины признали, что Россия наращивает у границы «конкретные группировки войск». Министр иностранных дел Украины Дмитрий Кулеба призвал правительства Франции и Германии подготовиться к возможному военному сценарию действий России против Украины.

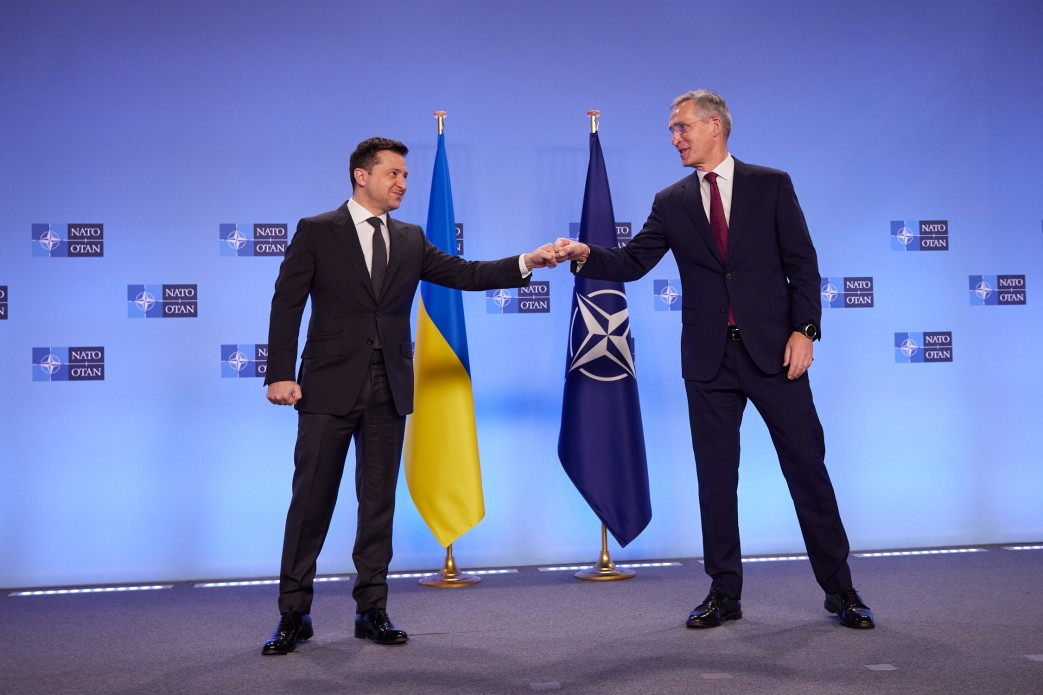
Президент Украины Владимир Зеленский и генеральный секретарь НАТО Йенс Столтенберг в Брюсселе, 16 декабря 2021 года

15 ноября Зеленский и глава Европейского совета Шарль Мишель обсудили «ситуацию безопасности вдоль границ Украины». В тот же день Кулеба провёл переговоры по этим же вопросам в Брюсселе. Министр обороны Украины Алексей Резников отправился в Вашингтон, где 18 ноября встретился с министром обороны США Ллойдом Остином. 16 ноября Киев посетил министр обороны Великобритании Бен Уоллес.
В конце января США вновь обсуждали санкции с европейскими союзниками в случае российского вторжения. Байден заявил, что санкции будут «быстрыми и суровыми, включая стратегию «игра окончена», нацеленную на российские банки, рынки облигаций и активы элит, близких к Путину. Этот подход также подвергся критике, а также предложенное отключение российских банков от платёжных систем Visa, Mastercard и SWIFT были отозваны. Задача США и НАТО в отношениях России является создание надёжного сдерживания с планом деэскалации, включая снижение подстрекательской риторики и вывод российских войск от российско-украинской границы, возобновление мирных переговоров по Донбассу, а также временное прекращение военных учений США, НАТО или России на Чёрном и Балтийском морях.
7 февраля 2022 года Макрон встретился с Путиным в Москве, и результаты оказались неоднозначными: Макрон сказал, что Путин сказал ему, что Россия не будет и дальше обострять кризис; Путин высмеял утверждения о том, что НАТО является «оборонительным альянсом», и предупредил западные страны, что, если Украина вступит в НАТО и «решит вернуть Крым военным путём, европейские страны автоматически окажутся в военном конфликте с Россией». Путин пообещал Макрону не осуществлять новых военных инициатив вблизи Украины.

### Переговоры НАТО и России по вопросам безопасности

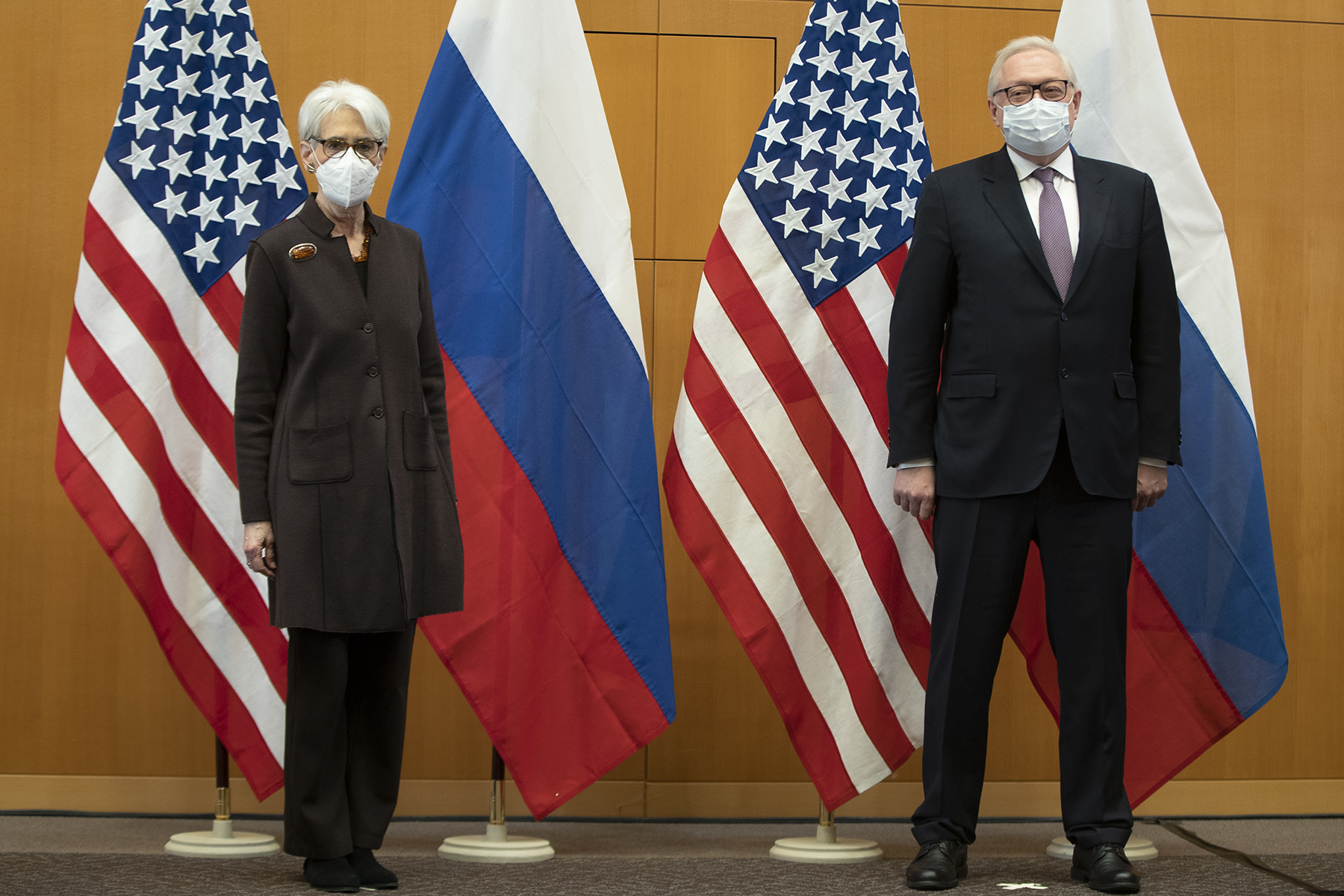
Встреча заместителя госсекретаря США Венди Шерман с заместителем министра иностранных дел России Сергеем Рябковым 10 января 2022 года в Женеве

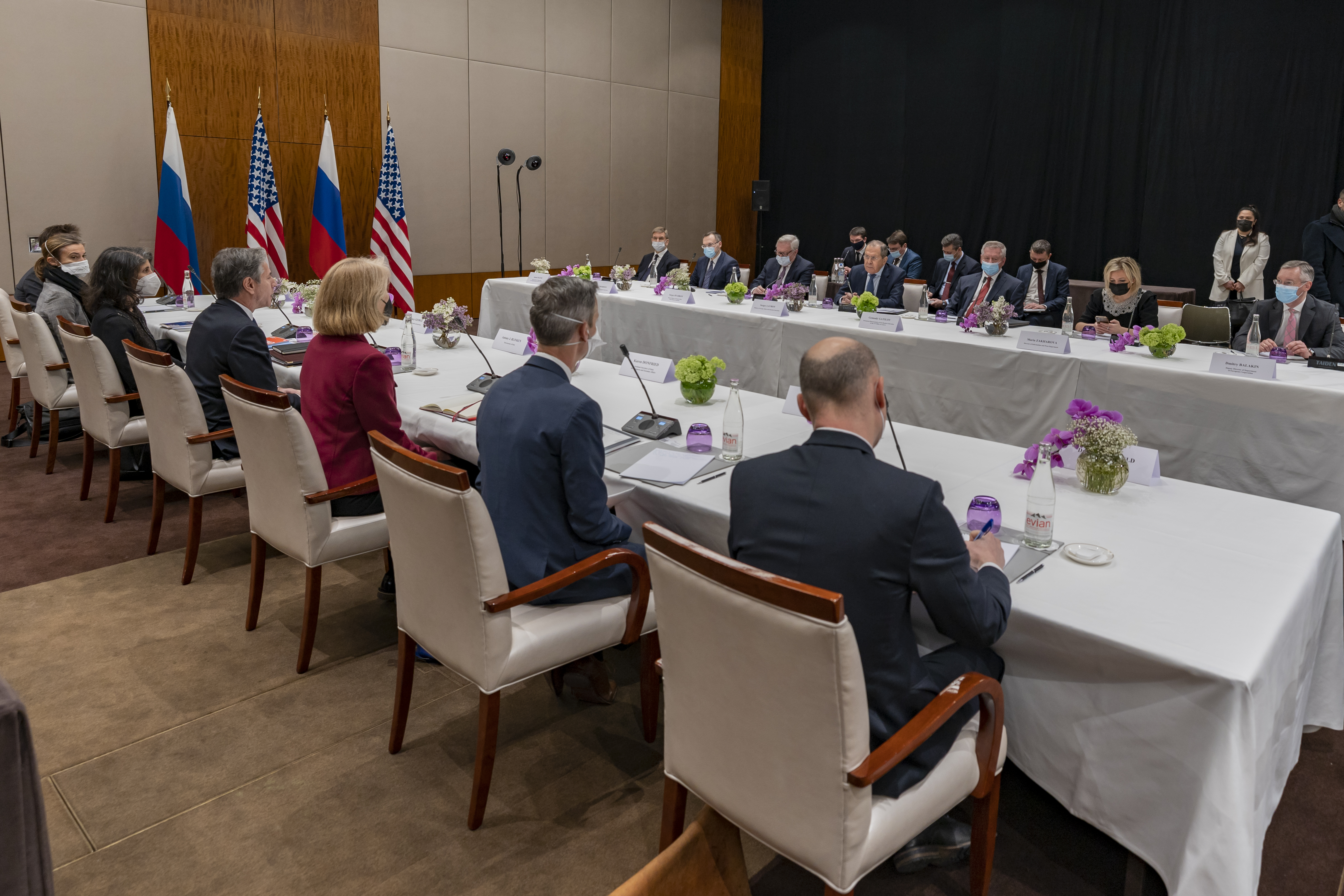
Встреча государственного секретаря США Энтони Блинкена с министром иностранных дел России Сергеем Лавровым 21 января 2022 года в Женеве

7 декабря 2021 года президент США Джо Байден и президент России Владимир Путин пообщались в режиме видеоконференции. Одной из обсуждавшихся тем был кризис вокруг Украины. Российская сторона выступила с заявлением, в котором говорилось, что Путин подчеркнул тот факт, что именно «НАТО предпринимает опасные попытки освоения украинской территории и наращивает военный потенциал у российских рубежей». Он потребовал «надежных, юридически зафиксированных гарантий», которые не позволят НАТО расширить свою территорию в сторону России или развернуть свои системы ударного оружия в странах, граничащих с Россией.
15 декабря 2021 года Россия официально передала США два проекта договоров о гарантиях безопасности, в соответствии с которыми США и НАТО, среди прочего, обязуются не размещать войска в бывших советских государствах, не являющихся членами НАТО, исключая любое дальнейшее расширение Североатлантического союза на восток, обязуются не размещать какие-либо силы в других странах помимо тех, которые были развернуты по состоянию на 27 мая 1997 года, и воздерживаться от ведения любой военной деятельности на Украине, а также в других государствах Восточной Европы, Южный Кавказ и Центральная Азия.
30 декабря 2021 года у Байдена и Путина состоялся 50-минутный телефонный разговор. В опубликованном после этого заявлении Белого дома по телефону Байден призвал Путина «снизить напряженность в отношениях с Украиной». По словам помощника Путина, Байден сообщил Путину, что США не планируют размещать наступательные вооружения на Украине. Байден также предупредил, что если Россия продолжит агрессию против Украины, это приведет к «серьезным издержкам и последствиям», таким как введение США дополнительных экономических санкций против России, увеличение военного присутствия США в восточных странах-членах НАТО и увеличение помощи Украине. По словам помощника Путина, Путин в ответ заявил, что это «вызовет полный разрыв отношений» между Россией и США, а также Западом в целом.
На следующий день министр иностранных дел России Сергей Лавров ответил на вопрос о том, чего ожидает Россия в ответ на свои предложения о «гарантиях безопасности», заявив, что «„замотать“ наши инициативы в бесконечных дискуссиях мы не дадим. Если в разумный срок конструктивного ответа не последует и Запад продолжит свою агрессивную линию, то Россия будет вынуждена предпринимать все необходимые меры для обеспечения стратегического баланса и устранения неприемлемых угроз нашей безопасности».
10 января 2022 года США и Россия провели двусторонние переговоры в Женеве, цель которых была определена обеими сторонами как «обсудить обеспокоенность по поводу их соответствующей военной деятельности и противостоять растущей напряженности вокруг Украины». Переговоры вели заместитель министра иностранных дел России Сергей Рябков и заместитель госсекретаря США Венди Шерман.
После встречи в Женеве 12 января в Брюсселе состоялось заседание Совета Россия–НАТО, в котором приняли участие делегации из всех тридцати стран НАТО и одна из России для обсуждения (согласно официальному заявлению НАТО) «ситуации внутри и вокруг Украины и последствия для европейской безопасности». В заявлении Минобороны России по итогам встречи говорилось, что Россия «привела российские оценки текущего состояния в сфере евробезопасности, а также дала разъяснения по военным аспектам российского проекта соглашения о гарантиях безопасности». Переговоры были оценены Россией как безуспешные. По итогам встречи генеральный секретарь НАТО Йенс Столтенберг заявил, что в отношении потенциального вступления Украины в НАТО все союзники по НАТО «объединились по основному принципу, согласно которому каждая нация имеет право выбирать свой собственный путь» и «у России нет права вето на то, может ли Украина стать членом НАТО [...], в конце концов, решение о членстве должны принимать союзники по НАТО и Украина».
21 января 2022 года Лавров и Блинкен встретились в Женеве. Блинкен впоследствии отметил, что встреча «была не переговорами, а откровенным обменом опасениями и идеями». После встречи Блинкен заявил, что США ясно дали понять России, что её новое вторжение «будет встречено быстрым, суровым и единым ответом со стороны Соединенных Штатов, наших партнеров и союзников».
26 января 2022 года США предоставили официальный письменный ответ на требования России в области безопасности. В ответе было отклонено требование Москвы о том, чтобы НАТО отказалась от своего обещания о том, что Украина сможет присоединиться к НАТО. Комментируя содержание ответа США, Блинкен заявил, что документ «включает опасения США и их союзников и партнеров относительно действий России, которые подрывают безопасность, оценку тем, вызывающих обеспокоенность у России, по существу и наши собственные идеи в областях, где мы смогли бы найти общие точки соприкосновения».
1 февраля 2022 года Путин заявил, что США проигнорировали «три ключевых требования Москвы», а именно: недопущение расширения НАТО на восток, отказ от размещения ударных систем у границ России и возврат военной инфраструктуры НАТО к состоянию 1997 года. 17 февраля, когда США и НАТО оценили риск российского вторжения в Украину как очень высокий, Россия передала послу США письмо, в котором обвиняла Вашингтон в игнорировании ее основных требований в области безопасности.

### Совет Безопасности ООН
31 января 2022 года было созвано заседание Совета Безопасности ООН для обсуждения продолжающегося кризиса. Россия попыталась заблокировать проведение встречи, но просьба была отклонена десятью голосами «за», двумя «против» и тремя воздержавшимися. На встрече не было принято никакой резолюции, хотя в ходе дебатов США и Россия обменялись обвинениями. Постпред США при ООН Линда Томас-Гринфилд обвинила Россию в «агрессивном поведении» и создании «явной угрозы международному миру и безопасности». Она сказала, что Россия провела «крупнейшую военную мобилизацию за последние десятилетия в Европе» и пытается «изобразить Украину и западные страны агрессорами, чтобы сфабриковать предлог для нападения».
Постпред России при ООН Василий Небензя обвинил Запад в «истерике» и «нагнетании напряжённости» из-за Украины. Он обвинил США в «разжигании конфликта» и заявил, что заседание СБ ООН было «попыткой вбить клин между Россией и Украиной». По его словам, Украина не соблюдала Минские протоколы 2014 и 2015 годов, направленные на прекращение конфликта с сепаратистами, а западные страны «накачивали Украину оружием» вопреки Минским протоколам. Небензя добавил, что нарушение Украиной Минских протоколов может закончиться «худшим образом». Постпред Украины при ООН Сергей Кислица заявил, что Россия разместила 112 000 военных вблизи границ Украины и в Крыму, а 18 000 — на море у берегов Украины. Постпред Китая Чжан Цзюнь заявил, что встреча была контрпродуктивной и необходима «тихая дипломатия, а не мегафонная».
Позже интервенция 21 февраля в Донбассе была широко осуждена Советом Безопасности ООН и не получила никакой поддержки. Постпред Кении про ООН Мартин Кимани сравнил шаг Путина с колониализмом и сказал: «Мы должны завершить наше восстановление из тлеющих углей мёртвых империй таким образом, чтобы не погрузить нас обратно в новые формы господства и угнетения». Ещё одно заседание Совета Безопасности ООН было созвано 23–24 февраля 2022 года с целью разрядить кризис; однако во время встречи Россия начала вторжение на Украину. Россия вторглась, будучи председателем Совета Безопасности ООН в феврале 2022 года, и обладает правом вето как один из пяти постоянных членов.

### Международные договоры и переговорные структуры
15 декабря 2021 года Россия предложила документы, которые она назвала «проектами договоров», в которых упоминались многочисленные международные соглашения, включая Хартию европейской безопасности и Совет Россия — НАТО (СРН). Ответы НАТО и США в январе 2022 года касались СРН, Договора об обычных вооруженных силах в Европе (ДОВСЕ), Российско–американского диалога по стратегической стабильности (ДСС), Хельсинкского заключительного акта, Организации по безопасности и сотрудничеству в Европе (ОБСЕ) и Нормандского формата.
| Название                                                           | Основные стороны                     | Первые подписи или дата составления | Правовой статус            | Обсуждалось в                                                        | Примечания              |
| ------------------------------------------------------------------ | ------------------------------------ | ----------------------------------- | -------------------------- | -------------------------------------------------------------------- | ----------------------- |
| Будапештский меморандум о гарантиях безопасности                   | Украина, Россия, США, Великобритания | 1994                                | Не имеет обязательной силы | январе 2022 года — реакция США на действия России                    | [ 268 ]                 |
| Хартия европейской безопасности                                    | Члены ОБСЕ                           | 1999                                | Не имеет обязательной силы | декабре 2021 года — российский проект соглашения между США и Россией | [ 269 ] [ 270 ]         |
| Совет Россия—НАТО (СРН)                                            | НАТО, Россия                         | 2002                                | Неофициальный форум        | декабре 2021 года — российский проект договора Россия—НАТО           | [ 271 ] [ 272 ]         |
| Нормандский формат                                                 | Франция, Германия, Россия, Украина   | 2014                                | Неофициальный форум        | январе 2022 года — реакция США на действия России                    | [ 268 ] [ 273 ] [ 274 ] |
| Трёхсторонняя контактная группа по Украине                         | Украина, Россия и ОБСЕ               | 2014                                | Неофициальный форум        | январе 2022 года — реакция США на действия России                    | [ 274 ]                 |
| Российско–американский диалог по стратегической стабильности (ДСС) | США, Россия                          | 2021                                | Неофициальный форум        | январе 2022 года — реакция США на действия России                    | [ 268 ] [ 274 ] [ 275 ] |

4 марта 2022 года Россия сообщила Норвегии, что не сможет принять участие в норвежских учениях «Холодный ответ», проводимых раз в два года учениях, в которых принимают участие 30 000 военнослужащих из 27 стран.

### Переписка Лаврова с ЕС
На общеевропейском уровне 30 января 2022 года Лавров отправил запрос странам Евросоюза (ЕС) и НАТО, попросив их «не укреплять свою безопасность за счет безопасности других» и разъяснить о выполнении обязательств. Несмотря на то, что в тексте неоднократно упоминалась ОБСЕ, запрос получили не все члены ОБСЕ.
Несколько дней спустя, 3 февраля 2022 года, президент Европейской комиссии Урсула фон дер Ляйен и другие лидеры ЕС заявили, что ожидается коллективный ответ ЕС на запрос Лаврова, согласованный с НАТО. 10 февраля Верховный представитель ЕС Жозеп Боррель направил ответ от имени всех 27 государств-членов ЕС, в котором предложил «продолжить диалог с Россией о путях укрепления всеобщей безопасности» и попросил Россию пойти на деэскалацию путём вывода войск со всей территории Украины.

## Комментарии
1. ↑  Донецкая Народная Республика — сепаратистское государство, провозгласившее свою независимость в мае 2014 года, получив признание от соседнего частично признанного квазигосударства, де-факто государства Южная Осетия, и России (с 2022 года)[3].
2. ↑  Луганская Народная Республика — сепаратистское государство, провозгласившее свою независимость в мае 2014 года, получив признание от соседнего частично признанного квазигосударства, де-факто государства Южная Осетия, и России (с 2022 года)[4][5].
3. ↑  Канада направила боеприпасы, легкие вооружения и другую военную технику, а также военных инструкторов; в целом Канада выделила 7,8 млн долларов на оказание летальной помощи и 620 млн долларов на финансовые займы и нелетальную военную помощь[6][7][8].
4. ↑  Чехия продала бронеавтомобили и пожертвовала артиллерийские снаряды[9][10].
5. ↑  Эстония отправила полевой госпиталь (совместно с Германией) и вооружение (в частности, противотанковые ракеты FGM-148 Javelin)[11][12][13].
6. ↑  Латвия поставила ЗРК FIM-92 Stinger[14]
7. ↑  Литва направила боеприпасы, оружие (в том числе зенитно-ракетные комплексы FIM-92 Stinger) и инструкторов[11][15][16].
8. ↑  Нидерланды поставят Украине снайперские винтовки, боеприпасы, боевые каски, бронежилеты и радары[17]/
9. ↑  Польша продала БТР[18] боеприпасы[19] и отправила инструкторов
10. ↑  Турция продала боевые беспилотники (в частности Bayraktar TB2).[20]
11. ↑  Великобритания отправила боеприпасы, оружие (в частности противотанковые управляемые ракеты NLAW) и инструкторов[21]
12. ↑  Соединенные Штаты направили финансовую помощь, боеприпасы, оружие и инструкторов[22].
13. ↑  Германия направила полевой госпиталь (совместно с Эстонией)[13].
14. ↑  Италия отправила оборудование для разминирования[23].
15. ↑  Швеция прислала инструкторов[24].
16. ↑  По запросу Механизма гражданской защиты ЕС отправил медикаменты, полевые госпитали, генераторы и оборудование ХБРЯ[25].
17. ↑  Белорусские оппозиционеры оказывали помощь посредством кибервойны[26][27].